# Berlin section criminelle
 (novembre 2019).
Si vous disposez d'ouvrages ou d'articles de référence ou si vous connaissez des sites web de qualité traitant du thème abordé ici, merci de compléter l'article en donnant les références utiles à sa vérifiabilité et en les liant à la section « Notes et références ».
Ne doit pas être confondu avec Berlin, brigade criminelle.
Berlin section criminelle (Der Kriminalist) est une série télévisée allemande en 97 épisodes de 60 minutes créée par Clemens Murath et depuis diffusée 2 décembre 2006  sur la ZDF.
En France, elle est diffusée sur Action, et sur la RTS pour la diffusion suisse.

## Sujet
La série couvre les enquêtes du  commissaire Bruno Schumann de la brigade criminelle dans le quartier berlinois de Friedrichshain-Kreuzberg.

## Distribution

### Distribution principal actuel
| acteurs          | personnage         | grade                  | Épisodes   | Saison | période |
| ---------------- | ------------------ | ---------------------- | ---------- | ------ | ------- |
| Christian Berkel | Bruno Schumann     | Kriminalhauptkommissar | 1–         | 1–     | 2006–   |
| Timo Jacobs      | Jan Michalski      | Kriminalkommissar      | 76 (11.6)– | 11–    | 2016–   |
| Johanna Polley   | Verena Kleinefeldt | Kriminalkommissarin    | 87 (12.6)– | 12–    | 2017–   |

### Ancien acteur principal
| acteurs         | personnage      | grade               | Épisodes           | Saison | période   |
| --------------- | --------------- | ------------------- | ------------------ | ------ | --------- |
| Anna Schudt     | Anne Vogt       | Kriminalkommissarin | 1–6                | 1      | 2006–2007 |
| Stefanie Japp   | Jana Wagner     | Kriminalkommissarin | 7–22               | 2–3    | 2007–2009 |
| Frank Giering † | Henry Weber †   | Kriminalkommissar   | 1–36 (5.6)         | 1–5    | 2006–2011 |
| Maya Bothe      | Alex Keller     | Kriminalkommissarin | 23–52 (8.2)        | 4–8    | 2009–2013 |
| Janek Rieke     | Max Winter      | Kriminalkommissar   | 37 (5.7)–75 (11.5) | 5–11   | 2011–2016 |
| Anna Blomeier   | Esther Rubens † | Kriminalkommissarin | 53 (8.3)–87 (12.6) | 8–12   | 2013–2017 |